# Canton de Bar-sur-Aube
Le canton de Bar-sur-Aube est une circonscription électorale française située dans le département de l'Aube et la région Grand Est.
À la suite du redécoupage cantonal de 2014, les limites territoriales du canton sont remaniées. Le nombre de communes du canton passe de 23 à 48.

## Histoire
Le canton de Bar-sur-Aube a été créé en 1801.
Un nouveau découpage territorial de l'Aube (département) entre en vigueur à l'occasion des élections départementales de mars 2015, défini par le décret du 21 février 2014, en application des lois du 17 mai 2013 (loi organique 2013-402 et loi 2013-403). Les conseillers départementaux sont, à compter de ces élections, élus au scrutin majoritaire binominal mixte. Les électeurs de chaque canton élisent au Conseil départemental, nouvelle appellation du Conseil général, deux membres de sexe différent, qui se présentent en binôme de candidats. Les conseillers départementaux sont élus pour 6 ans au scrutin binominal majoritaire à deux tours, l'accès au second tour nécessitant 12,5 % des inscrits au 1er tour. En outre la totalité des conseillers départementaux est renouvelée. Ce nouveau mode de scrutin nécessite un redécoupage des cantons dont le nombre est divisé par deux avec arrondi à l'unité impaire supérieure si ce nombre n'est pas entier impair, assorti de conditions de seuils minimaux. Dans l'Aube, le nombre de cantons passe ainsi de 33 à 17. Le nombre de communes du canton de Bar-sur-Aube passe de 23 à 48.
Le nouveau canton de Bar-sur-Aube est formé de communes des anciens cantons de Bar-sur-Aube (23 communes), de Vendeuvre-sur-Barse (4 communes) et de Soulaines-Dhuys (21 communes). Le canton est entièrement inclus dans l'arrondissement de Bar-sur-Aube. Le bureau centralisateur est situé à Bar-sur-Aube.

## Géographie
Ce canton est organisé autour de Bar-sur-Aube dans l'arrondissement de Bar-sur-Aube. 

## Représentation

### Conseillers d'arrondissement (de 1833 à 1940)
Le canton de Bar-sur-Aube avait trois, puis deux conseillers d'arrondissement.
| Période                                  | Période      | Identité                                   | Étiquette                | Qualité |
| ---------------------------------------- | ------------ | ------------------------------------------ | ------------------------ | --- |
| 1833                                     | 1842         | Louis-Ladislas Delassus                    |                          | Maire d'Arrentières                                                                                         |
| 1833                                     | 1839         | Jean Bouilly-Robert                        |                          | Propriétaire à Bar-sur-Aube                                                                                 |
| 1833                                     | 1848         | Jean Joseph Legrand-Robert (1796-1880)     |                          | Président du Tribunal, maire de Bar-sur-Aube                                                                |
| 1839                                     | 1845         | Jean-Baptiste Dutailly-Degrond (1799-1890) |                          | Propriétaire et marchand à Bar-sur-Aube                                                                     |
| 1842                                     | 1848         | Memmie-Rose de Maupas                      |                          | Propriétaire à Bar-sur-Aube, député (1852-1861)                                                             |
| 1845                                     | 1848         | Louis Jean-Baptiste Philbert               |                          | Juge suppléant à Bar-sur-Aube                                                                               |
|                                          |              |                                            |                          | |
|                                          | 1882         | Gustave Marquot                            | Républicain              | Industriel - Maire de Bayel                                                                                 |
|                                          |              |                                            |                          | |
| av.1896                                  |              | Alexandre Arnoult                          |                          | Expert agricole, Bar-sur-Aube                                                                               |
|                                          |              |                                            |                          | |
| 1907                                     | 1923 (décès) | Auguste Lebois (1848-1923)                 | All.dém.                 | Maître-imprimeur, Président du Conseil d'arrondissement, adjoint au maire de Bar-sur-Aube                   |
| 1907                                     | 1925         | Arthur Blot-Dambonville                    | Républicain progressiste | Viticulteur, adjoint au maire de Bar-sur-Aube                                                               |
| 1907                                     | 1925         | Max-Gaston Thiellement                     | Républicain progressiste | Maire de Longchamp, Président du Conseil d'arrondissement                                                   |
| 1923                                     | 1940         | Nicolas Marquot                            | Cartel des droites       | Maire de Bayel                                                                                              |
| 1925                                     | 1931         | M. Renaut                                  | Radical                  | Vétérinaire, adjoint au maire de Bar-sur-Aube, Président du comité radical de l'arrondissement              |
| 1925                                     | 1934         | René Converset                             | RG                       | Constructeur de machines agricoles à Bar-sur-Aube                                                           |
| 1931                                     | 1940         | Arthur Blot                                | Cartel des droites       | Viticulteur, adjoint au maire de Bar-sur-Aube                                                               |
| 1934                                     | 1940         | Henri Goupil                               | Cartel des droites       | Médecin à Bar-sur-Aube                                                                                      |
| 1940                                     |              |                                            |                          | Les conseils d'arrondissement ont été suspendus par la loi du 12 octobre 1940 et n'ont jamais été réactivés |
| Les données manquantes sont à compléter. |              |                                            |                          | |

### Conseillers généraux de 1833 à 2015
| Période | Période          | Identité                     | Étiquette                | Qualité |
| ------- | ---------------- | ---------------------------- | ------------------------ | --- |
| 1833    | 1845             | Etienne Bertrand-Voüillemont |                          | Maire de Bar-sur-Aube |
| 1845    | 1848             | Jean-François Armand         | Majorité gouvernementale | Administrateur des Ponts et Chaussées à Bar-sur-Aube Député (1837-1848)                                                                    |
| 1848    | 1871             | Charlemagne de Maupas        | Bonapartiste             | Préfet, propriétaire à Bar-sur-Aube Sénateur (1853-1870) Ministre de la Police générale (1852-1853)                                        |
| 1871    | 1882 (démission) | Jean Masson de Mortefontaine | Gauche                   | Militaire Propriétaire à Bar-sur-Aube Sénateur (1876-1885) Maire de Bar-sur-Aube (1870-....)                                               |
| 1882    | 1892 (décès)     | Gustave Marquot              | Républicain              | Industriel - Maire de Bayel, conseiller d'arrondissement                                                                                   |
| 1893    | 1904 (décès)     | Louis Berrard                | Républicain              | Propriétaire à Troyes |
| 1904    | 1914 (décès)     | Henri Meissirel-Marquot      | Républicain              | Industriel |
| 1914    | 1919             | Gustave Rage                 |                          | Maire de Bar-sur-Aube |
| 1919    | 1928             | Maurice Piot                 | Républicain              | Propriétaire à Lignol-le-Château |
| 1928    | 1934             | Camille Michaut              | SFIO                     | Avocat à Troyes |
| 1934    | 1940             | René Converset               | RG                       | Constructeur de machines agricoles à Bar-sur-Aube, conseiller d'arrondissement Sénateur (1936-1945) Nommé conseiller départemental en 1943 |
|         |                  |                              |                          | |
| 1945    | 1951             | Maurice Véchin (1893-1964)   | SFIO                     | Affûteur, membre du Comité départemental de Libération Maire provisoire de Bar-sur-Aube (1945)                                             |
| 1951    | 1958             | Nicolas Marquot              | RPF puis DVD             | Agriculteur - Maire de Bayel |
| 1958    | 1964 (décès)     | Maurice Véchin               | SFIO                     | Ancien maire de Bar-sur-Aube |
| 1964    | 2001             | Jean-Pierre Davot            | DVD puis UDF-PR          | Détaillant en chaussures Maire de Bar-sur-Aube                                                                                             |
| 2001    | 2008             | Jean-Pierre Clavel           | DVD                      | Retraité Maire de Bar-sur-Aube |
| 2008    | 2015             | Marie-Noëlle Rigollot        | DVD                      | Chef d'entreprise Maire de Baroville Présidente de la Communauté de communes de la Région de Bar-sur-Aube                                  |

### Conseillers départementaux depuis 2015
| Période élective | Période élective | Mandat | Mandat   | Identité              | Nuance | Nuance | Qualité |
| ---------------- | ---------------- | ------ | -------- | --------------------- | ------ | ------ | --- |
| 2015             | 2021             | 2015   | 2021     | Philippe Dallemagne   |        | UDI    | Ancien conseiller général du canton de Soulaines-Dhuys Agent territorial Maire de Soulaines-Dhuys depuis 2001 Président de la communauté de communes de Vendeuvre-Soulaines |
| 2015             | 2021             | 2015   | 2021     | Marie-Noëlle Rigollot |        | DVD    | Fonctionnaire Maire de Baroville |
| 2021             | 2028             | 2021   | en cours | Philippe Dallemagne   |        | UDI    | Conseiller sortant |
| 2021             | 2028             | 2021   | en cours | Marie-Noëlle Rigollot |        | DVD    | Conseillère sortante |

#### Élections de mars 2015
Lors des élections départementales de 2015, le binôme composé de Philippe Dallemagne et Marie-Noëlle Rigollot (DVD) est élu au premier tour avec 50,58 % des suffrages exprimés, devant le binôme composé de Patrick Blond et Ghislaine Maignien (FN) (35,65 %). Le taux de participation est de 52,4 % (5 766 votants sur 11 003 inscrits) contre 50,14 % au niveau départementalet 50,17 % au niveau national.

#### Élections de juin 2021
Le premier tour des élections départementales de 2021 est marqué par un très faible taux de participation (33,26 % au niveau national). Dans le canton de Bar-sur-Aube, ce taux de participation est de 36,68 % (3 758 votants sur 10 245 inscrits) contre 32,18 % au niveau départemental. À l'issue de ce premier tour, deux binômes sont en ballottage : Philippe Dallemagne et Marie-Noëlle Rigollot (Union au centre et à droite, 55,99 %) et Vanessa Crisinel et Mathieu Noblet (RN, 25,87 %).
Le second tour des élections est marqué une nouvelle fois par une abstention massive équivalente au premier tour. Les taux de participation sont de 34,3 % au niveau national, 32,31 % dans le département et 36,82 % dans le canton de Bar-sur-Aube. Philippe Dallemagne et Marie-Noëlle Rigollot (Union au centre et à droite) sont élus avec 69,51 % des suffrages exprimés (2 407 voix pour 3 773 votants et 10 246 inscrits),,.

## Composition

### Composition avant 2015

Situation du canton de Bar-sur-Aube dans le département de l'Aube avant 2015.

Le canton de Bar-sur-Aube regroupait vingt-trois communes.
| Nom                       | Code Insee | Codepostal | Superficie (km2) | Population (dernière pop. légale) | Densité (hab./km2) |
| ------------------------- | ---------- | ---------- | ---------------- | --------------------------------- | ------------------ |
| Bar-sur-Aube (chef-lieu)  | 10033      | 10200      | 16,27            | 5 145 (2012)                      | 316                |
| Ailleville                | 10002      | 10200      | 5,01             | 273 (2012)                        | 54                 |
| Arconville                | 10007      | 10200      | 15,00            | 113 (2012)                        | 7,5                |
| Arrentières               | 10011      | 10200      | 13,91            | 228 (2012)                        | 16                 |
| Arsonval                  | 10012      | 10200      | 7,58             | 339 (2012)                        | 45                 |
| Baroville                 | 10032      | 10200      | 17,32            | 329 (2012)                        | 19                 |
| Bayel                     | 10035      | 10310      | 23,00            | 813 (2012)                        | 35                 |
| Bergères                  | 10039      | 10200      | 5,81             | 123 (2012)                        | 21                 |
| Champignol-lez-Mondeville | 10076      | 10200      | 44,17            | 315 (2012)                        | 7,1                |
| Colombé-le-Sec            | 10103      | 10200      | 8,78             | 148 (2012)                        | 17                 |
| Couvignon                 | 10113      | 10200      | 13,43            | 209 (2012)                        | 16                 |
| Engente                   | 10137      | 10200      | 5,12             | 42 (2012)                         | 8,2                |
| Fontaine                  | 10150      | 10200      | 5,68             | 279 (2012)                        | 49                 |
| Jaucourt                  | 10176      | 10200      | 6,61             | 167 (2012)                        | 25                 |
| Juvancourt                | 10182      | 10310      | 8,29             | 126 (2012)                        | 15                 |
| Lignol-le-Château         | 10197      | 10200      | 21,85            | 196 (2012)                        | 9                  |
| Longchamp-sur-Aujon       | 10203      | 10310      | 16,39            | 444 (2012)                        | 27                 |
| Montier-en-l'Isle         | 10250      | 10200      | 10,55            | 210 (2012)                        | 20                 |
| Proverville               | 10306      | 10200      | 6,98             | 242 (2012)                        | 35                 |
| Rouvres-les-Vignes        | 10330      | 10200      | 8,28             | 107 (2012)                        | 13                 |
| Urville                   | 10390      | 10200      | 12,20            | 147 (2012)                        | 12                 |
| Ville-sous-la-Ferté       | 10426      | 10310      | 19,77            | 1 098 (2012)                      | 56                 |
| Voigny                    | 10440      | 10200      | 7,09             | 176 (2012)                        | 25                 |

### Composition à partir de 2015
Le nouveau canton de Bar-sur-Aube comprend quarante-huit communes entières.
| Nom                                  | Code Insee | Intercommunalité                | Superficie (km2) | Population (dernière pop. légale) | Densité (hab./km2) | Modifier                                    |
| ------------------------------------ | ---------- | ------------------------------- | ---------------- | --------------------------------- | ------------------ | ------------------------------------------- |
| Bar-sur-Aube (bureau centralisateur) | 10033      | CC de la Région de Bar-sur-Aube | 16,27            | 4 743 (2022)                      | 292                | modifier les données · modifier les données |
| Ailleville                           | 10002      | CC de la Région de Bar-sur-Aube | 5,01             | 223 (2022)                        | 45                 | modifier les données · modifier les données |
| Arconville                           | 10007      | CC de la Région de Bar-sur-Aube | 15,00            | 107 (2022)                        | 7,1                | modifier les données · modifier les données |
| Arrentières                          | 10011      | CC de la Région de Bar-sur-Aube | 13,91            | 187 (2022)                        | 13                 | modifier les données · modifier les données |
| Arsonval                             | 10012      | CC de la Région de Bar-sur-Aube | 7,58             | 289 (2022)                        | 38                 | modifier les données · modifier les données |
| Baroville                            | 10032      | CC de la Région de Bar-sur-Aube | 17,32            | 268 (2022)                        | 15                 | modifier les données · modifier les données |
| Bayel                                | 10035      | CC de la Région de Bar-sur-Aube | 23,00            | 741 (2022)                        | 32                 | modifier les données · modifier les données |
| Bergères                             | 10039      | CC de la Région de Bar-sur-Aube | 5,81             | 111 (2022)                        | 19                 | modifier les données · modifier les données |
| Bligny                               | 10048      | CC de la Région de Bar-sur-Aube | 22,74            | 161 (2022)                        | 7,1                | modifier les données · modifier les données |
| La Chaise                            | 10072      | CC de Vendeuvre-Soulaines       | 8,81             | 32 (2022)                         | 3,6                | modifier les données · modifier les données |
| Champignol-lez-Mondeville            | 10076      | CC de la Région de Bar-sur-Aube | 44,17            | 259 (2022)                        | 5,9                | modifier les données · modifier les données |
| Chaumesnil                           | 10093      | CC de Vendeuvre-Soulaines       | 11,07            | 109 (2022)                        | 9,8                | modifier les données · modifier les données |
| Colombé-la-Fosse                     | 10102      | CC de Vendeuvre-Soulaines       | 9,31             | 163 (2022)                        | 18                 | modifier les données · modifier les données |
| Colombé-le-Sec                       | 10103      | CC de la Région de Bar-sur-Aube | 8,78             | 155 (2022)                        | 18                 | modifier les données · modifier les données |
| Couvignon                            | 10113      | CC de la Région de Bar-sur-Aube | 13,43            | 197 (2022)                        | 15                 | modifier les données · modifier les données |
| Crespy-le-Neuf                       | 10117      | CC de Vendeuvre-Soulaines       | 10,19            | 125 (2022)                        | 12                 | modifier les données · modifier les données |
| Éclance                              | 10135      | CC de Vendeuvre-Soulaines       | 11,48            | 87 (2022)                         | 7,6                | modifier les données · modifier les données |
| Engente                              | 10137      | CC de la Région de Bar-sur-Aube | 5,12             | 28 (2022)                         | 5,5                | modifier les données · modifier les données |
| Épothémont                           | 10139      | CC de Vendeuvre-Soulaines       | 10,43            | 154 (2022)                        | 15                 | modifier les données · modifier les données |
| Fontaine                             | 10150      | CC de la Région de Bar-sur-Aube | 5,68             | 247 (2022)                        | 43                 | modifier les données · modifier les données |
| Fravaux                              | 10160      | CC de la Région de Bar-sur-Aube | 3,72             | 36 (2022)                         | 9,7                | modifier les données · modifier les données |
| Fresnay                              | 10161      | CC de Vendeuvre-Soulaines       | 7,54             | 50 (2022)                         | 6,6                | modifier les données · modifier les données |
| Fuligny                              | 10163      | CC de Vendeuvre-Soulaines       | 10,34            | 40 (2022)                         | 3,9                | modifier les données · modifier les données |
| Jaucourt                             | 10176      | CC de la Région de Bar-sur-Aube | 6,61             | 141 (2022)                        | 21                 | modifier les données · modifier les données |
| Juvancourt                           | 10182      | CC de la Région de Bar-sur-Aube | 8,29             | 108 (2022)                        | 13                 | modifier les données · modifier les données |
| Juzanvigny                           | 10184      | CC de Vendeuvre-Soulaines       | 7,64             | 130 (2022)                        | 17                 | modifier les données · modifier les données |
| Lévigny                              | 10194      | CC de Vendeuvre-Soulaines       | 13,75            | 91 (2022)                         | 6,6                | modifier les données · modifier les données |
| Lignol-le-Château                    | 10197      | CC de la Région de Bar-sur-Aube | 21,85            | 160 (2022)                        | 7,3                | modifier les données · modifier les données |
| Longchamp-sur-Aujon                  | 10203      | CC de la Région de Bar-sur-Aube | 16,39            | 366 (2022)                        | 22                 | modifier les données · modifier les données |
| Maisons-lès-Soulaines                | 10219      | CC de Vendeuvre-Soulaines       | 6,16             | 64 (2022)                         | 10                 | modifier les données · modifier les données |
| Meurville                            | 10242      | CC de la Région de Bar-sur-Aube | 16,35            | 155 (2022)                        | 9,5                | modifier les données · modifier les données |
| Montier-en-l'Isle                    | 10250      | CC de la Région de Bar-sur-Aube | 10,55            | 218 (2022)                        | 21                 | modifier les données · modifier les données |
| Morvilliers                          | 10258      | CC de Vendeuvre-Soulaines       | 15,64            | 270 (2022)                        | 17                 | modifier les données · modifier les données |
| Petit-Mesnil                         | 10286      | CC de Vendeuvre-Soulaines       | 14,83            | 202 (2022)                        | 14                 | modifier les données · modifier les données |
| Proverville                          | 10306      | CC de la Région de Bar-sur-Aube | 6,98             | 223 (2022)                        | 32                 | modifier les données · modifier les données |
| La Rothière                          | 10327      | CC de Vendeuvre-Soulaines       | 7,13             | 125 (2022)                        | 18                 | modifier les données · modifier les données |
| Rouvres-les-Vignes                   | 10330      | CC de la Région de Bar-sur-Aube | 8,28             | 114 (2022)                        | 14                 | modifier les données · modifier les données |
| Saulcy                               | 10366      | CC de Vendeuvre-Soulaines       | 11,39            | 62 (2022)                         | 5,4                | modifier les données · modifier les données |
| Soulaines-Dhuys                      | 10372      | CC de Vendeuvre-Soulaines       | 20,06            | 419 (2022)                        | 21                 | modifier les données · modifier les données |
| Spoy                                 | 10374      | CC de la Région de Bar-sur-Aube | 10,36            | 147 (2022)                        | 14                 | modifier les données · modifier les données |
| Thil                                 | 10377      | CC de Vendeuvre-Soulaines       | 19,42            | 106 (2022)                        | 5,5                | modifier les données · modifier les données |
| Thors                                | 10378      | CC de Vendeuvre-Soulaines       | 8,33             | 68 (2022)                         | 8,2                | modifier les données · modifier les données |
| Urville                              | 10390      | CC de la Région de Bar-sur-Aube | 12,20            | 110 (2022)                        | 9,0                | modifier les données · modifier les données |
| Vernonvilliers                       | 10403      | CC de Vendeuvre-Soulaines       | 7,66             | 57 (2022)                         | 7,4                | modifier les données · modifier les données |
| Ville-aux-Bois                       | 10411      | CC de Vendeuvre-Soulaines       | 5,56             | 28 (2022)                         | 5,0                | modifier les données · modifier les données |
| Ville-sous-la-Ferté                  | 10426      | CC de la Région de Bar-sur-Aube | 19,77            | 908 (2022)                        | 46                 | modifier les données · modifier les données |
| Ville-sur-Terre                      | 10428      | CC de Vendeuvre-Soulaines       | 16,10            | 97 (2022)                         | 6,0                | modifier les données · modifier les données |
| Voigny                               | 10440      | CC de la Région de Bar-sur-Aube | 7,09             | 141 (2022)                        | 20                 | modifier les données · modifier les données |
| Canton de Bar-sur-Aube               | 1003       |                                 | 585,10           | 13 022 (2022)                     | 22                 | modifier les données                        |

## Démographie

### Démographie avant 2015
| 1962   | 1968   | 1975   | 1982   | 1990   | 1999   | 2006   | 2011   | 2012   |
| ------ | ------ | ------ | ------ | ------ | ------ | ------ | ------ | ------ |
| 12 769 | 13 832 | 14 703 | 14 361 | 13 650 | 12 696 | 12 055 | 11 409 | 11 269 |

### Démographie depuis 2015
En 2022, le canton comptait 13 022 habitants, en évolution de −7,62 % par rapport à 2016 (Aube : +0,7 %, France hors Mayotte : +2,11 %).
| 2013   | 2018   | 2022   |
| ------ | ------ | ------ |
| 14 371 | 13 688 | 13 022 |